# Урьянгато
Урьянгато (исп. Uriangato) — город и административный центр одноимённого муниципалитета в мексиканском штате Гуанахуато. Численность населения, по данным переписи 2010 года, составила 51 382 человека.

## История
20 февраля 1604 года, согласно Королевскому указу был основан посёлок Сан-Мигель-де-Урьянгато.
19 ноября 1951 года посёлок переименовывается в Урьянгато и получает статус города.